# Берхеев, Ильдар Мансурович
Ильдар Мансурович Берхеев (род. 14 марта 1976, Казань) — российский политический деятель, депутат Государственной Думы ФС РФ пятого созыва (2007—2011). 

## Биография
Председатель Молодёжной палаты при Государственном Совете РТ, руководитель штаба республиканского отделения "Молодой гвардии «Единой России».
Участник первого состава команды «Четыре татарина», финалист Высшей лиги КВН, обладатель «Золотого КиВиНа».

### Депутат госдумы
Стал депутатом Госдумы получив 11 февраля 2011 года мандат, освободившийся от Гульнары Сергеевой. Был членом фракции Единой России.